# Sociedade Boca Júnior Futebol Clube
La Sociedade Boca Júnior Futebol Clube, noto anche semplicemente come Boca Júnior, è una società calcistica brasiliana con sede nella città di Estância, nello stato del Sergipe.

## Storia
Il club è stato fondato il 25 dicembre 1993 nella città di Cristinápolis, adottando i colori, le divise e il nome del club argentino del Club Atlético Boca Juniors. Il Boca Júnior ha vinto il Campeonato Sergipano Série A2 nel 2004, dopo aver sconfitto l'América in finale, e nel 2007, dopo aver sconfitto il São Domingos in finale, e con Rivanílton del Boca Júnior capocannoniere del campionato con sei gol. Nel 2011 il club si è trasferito nella città di Estância.

## Palmarès

### Competizioni statali
- Campeonato Sergipano Série A2: 3

2004, 2007, 2014